# Хюрроккин
Хю́рроккин (также Ги́роккин, др.-сканд. Hyrrokkin) — в скандинавской мифологии великанша, которая помогла асам спустить на воду погребальный корабль Бальдра.

## Этимология
Hyrrokkin происходит от двух слов: hyrr («огонь») и hrokkin («смятый», «сморщенный», «изгибающийся»). Сходные переводы (как «сморщенная от огня» или «закопчённая от огня») встречаются и в других современных языках (англ. Fire-smoked, нем. Feuergekräuselte).

## Хюрроккин в Эдде
О Хюрроккин повествует Младшая Эдда («Видение Гюльви», часть 49), где она упоминается в контексте погребения бога весны Бальдра. Ладья Хрингхорни, на которой Бальдр должен был отправиться в своё последнее плавание, была столь велика, что боги не смогли столкнуть её в воду и были вынуждены позвать за великаншей Хюрроккин из Ётунхейма. «Когда она приехала — верхом на волке, а поводьями ей служили змеи — и соскочила наземь, Один позвал четырех берсерков подержать ее коня, но те не могли его удержать, пока не свалили. Тут Хюрроккин подошла к носу ладьи и сдвинула ее с первого же толчка, так что с катков посыпались искры, и вся земля задрожала». Далее автор повествования отмечает, что, увидев это, бог грома Тор разгневался и хотел разбить великанше череп своим молотом, но остальные боги попросили пощадить её.
По-видимому, своё намерение Тор позднее всё же воплотил в реальность, поскольку в части 11 «Языка поэзии» Хюрроккин перечисляется среди ётунов, которых убил бог грома.
В «Списке имён», завершающем «Младшую Эдду», Снорри Стурлусон, перечисляя всех великанш, среди прочих ещё раз упоминает Хюрроккин

## Интерпретации и значение

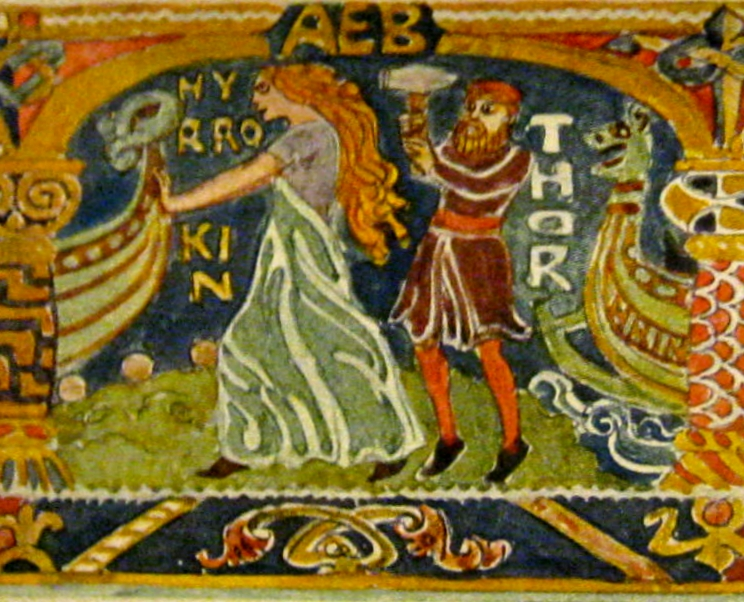
Хюрроккин сталкивает
в воду ладью Бальдра

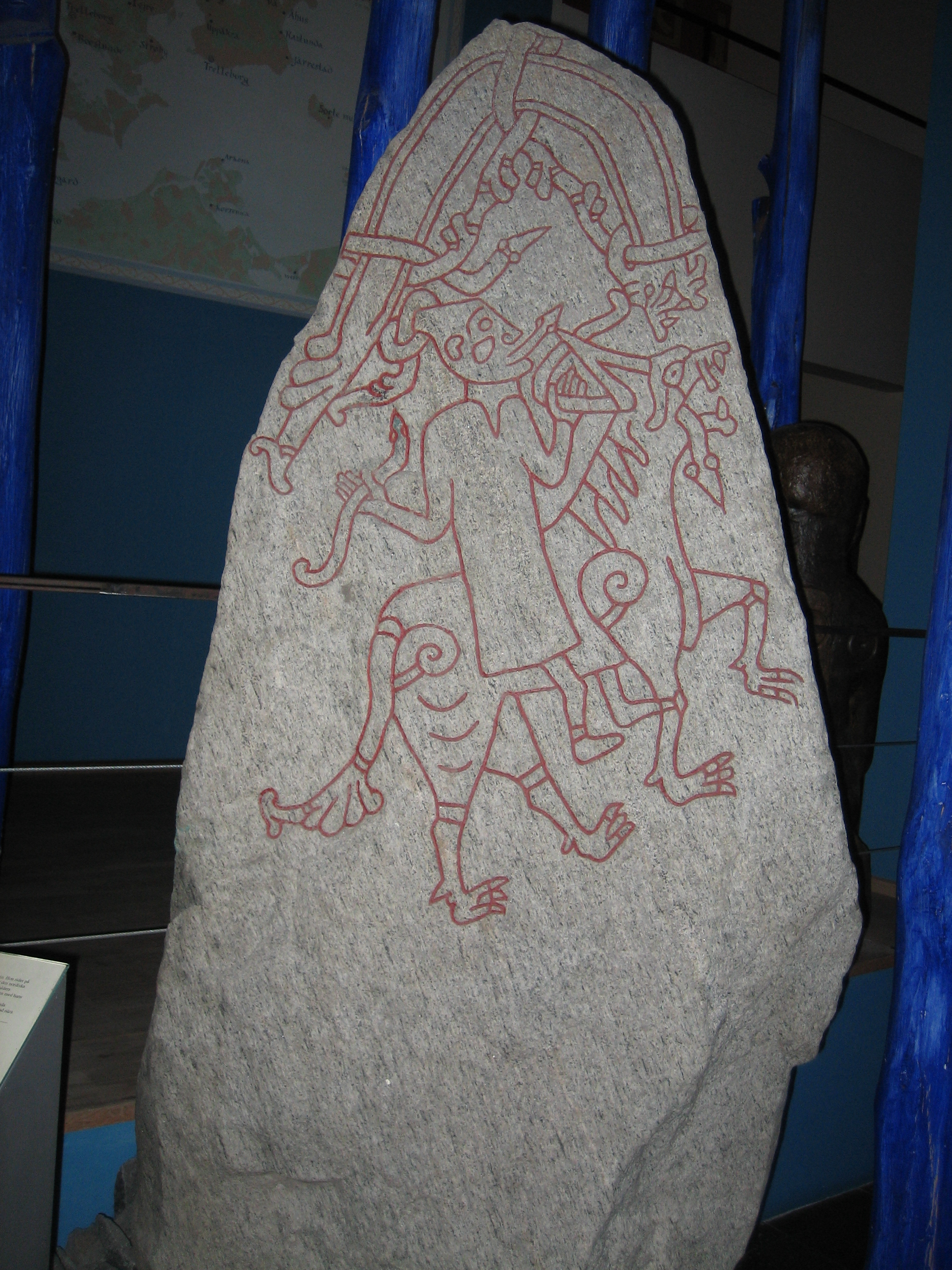
Хюрроккин на руническом камне

Судя по этимологии её имени и участию в погребении Бальдра Хюрроккин должна была иметь отношение к обряду сожжения. Для норвежского музыканта и автора книг по скандинавской мифологии Варга Викернеса её имя олицетворяет «костёр для тела и пламя, поглощающее корабль и посылающее его в путешествие к царству мёртвых».
Согласно одной из интерпретаций Хюрроккин является персонификацией смерча, сталкивающего корабль в воду, и соответствует греческим мифологическим ветрам Борей и Зефир. По другой точке зрения в образе Хюрроккин нашла своё воплощение триада смерти (волк, змея, женщина), перекликающаяся с персонажами детей Локи (Фенрир, Ёрмунганд и Хель), а сама великанша  не кто иная, как повелительница мира мёртвых Хель.  Возможно, что Хюрроккин объединяет в себе вытесненные в подсознание силы двух грозных начал: женственности и природной стихии.
Известны и более радикальные версии, по которым в первоначальной версии мифа именно Хюрроккин являлась настоящей убийцей Бальдра; либо она была одной из погребальных жертв и утонула вместе с его ладьёй, которую стянула за собою в воду. Либо, напротив, — как считает, например, советско-американский лингвист и литературовед Анатолий Либерман — в ней видят фюльгью (духа-хранителя) Бальдра. Наконец, можно встретить даже предположение, что фигура Хюрроккин является выдумкой автора Младшей Эдды, который хотел таким образом оживить и конкретизировать описываемую (и не до конца им понятую) сцену ритуальных похорон бога солнца.
Существует распространённое мнение, что скачущая на волке (точнее, варге) Хюрроккин изображена на одном из найденных в Швеции и ныне выставленных в городе Лунд рунических камней (DR 284 в Общескандинавской базе данных).
Имя Гироккин присвоено одному из спутников Сатурна, а также одному из видов фораминиферов, паразитирующих на губках и моллюсках (Hyrrokkin sarcophaga).